# Weyerman
Weyerman is een natuurgebied in de Belgische gemeente Heusden-Zolder. Het vormt onderdeel van het natuurgebied Bolderberg waarvan het in het oosten ligt. Verder ligt Weyerman ingesloten tussen de A2/E314, de N72 en het Vogelzangbos.

## Beschrijving
Natuurgebied Weyerman ontstond toen in 2006 drie ondiepe plassen werden ingericht. Zo ontstonden waardevolle oevervegetaties, waarna de boomkikker er voorkwam. Het gebied bestaat uit vijvers en vochtige graslanden met houtwallen. Er is een informatiebord met zitbank.

## Galerij

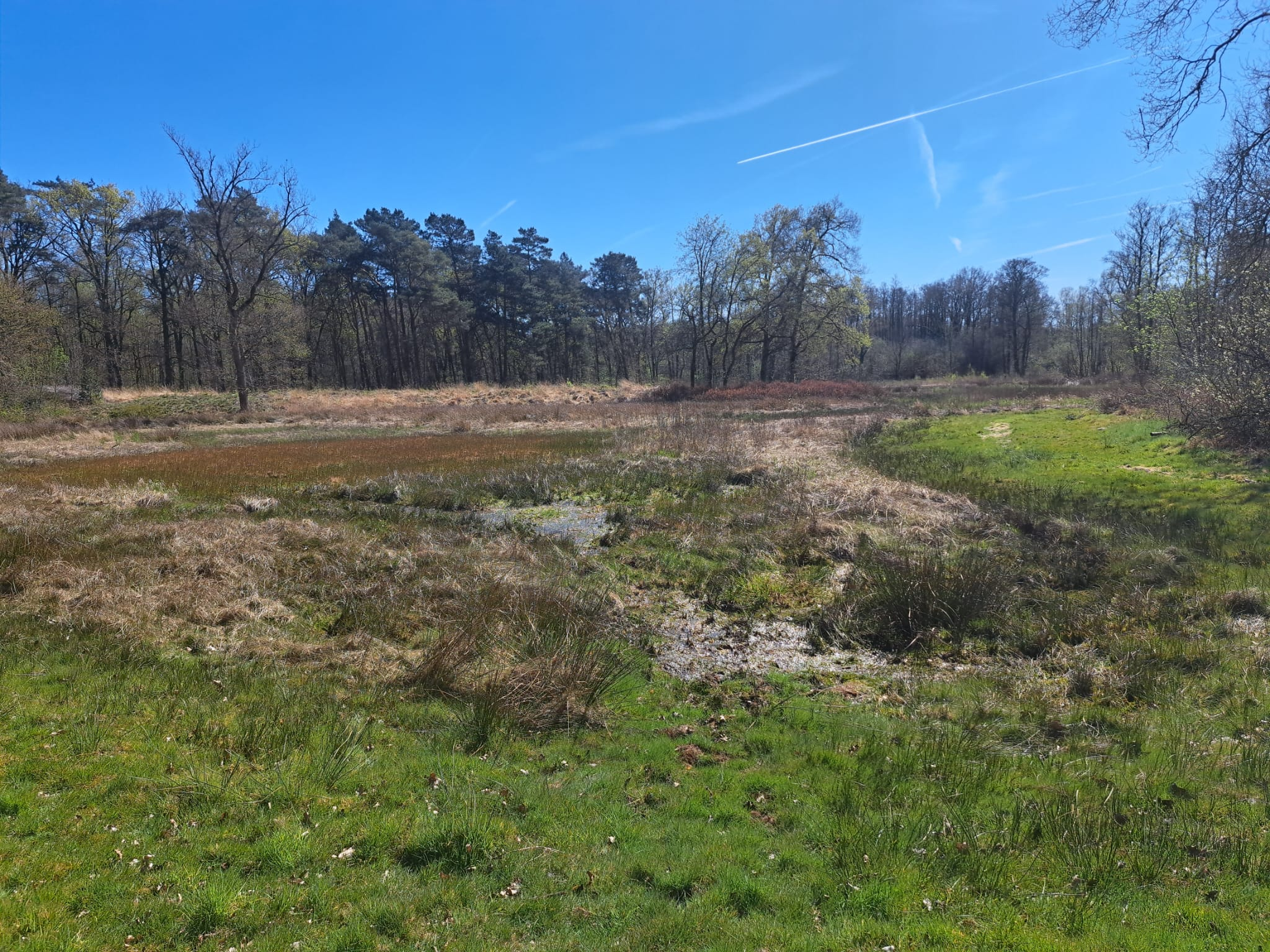
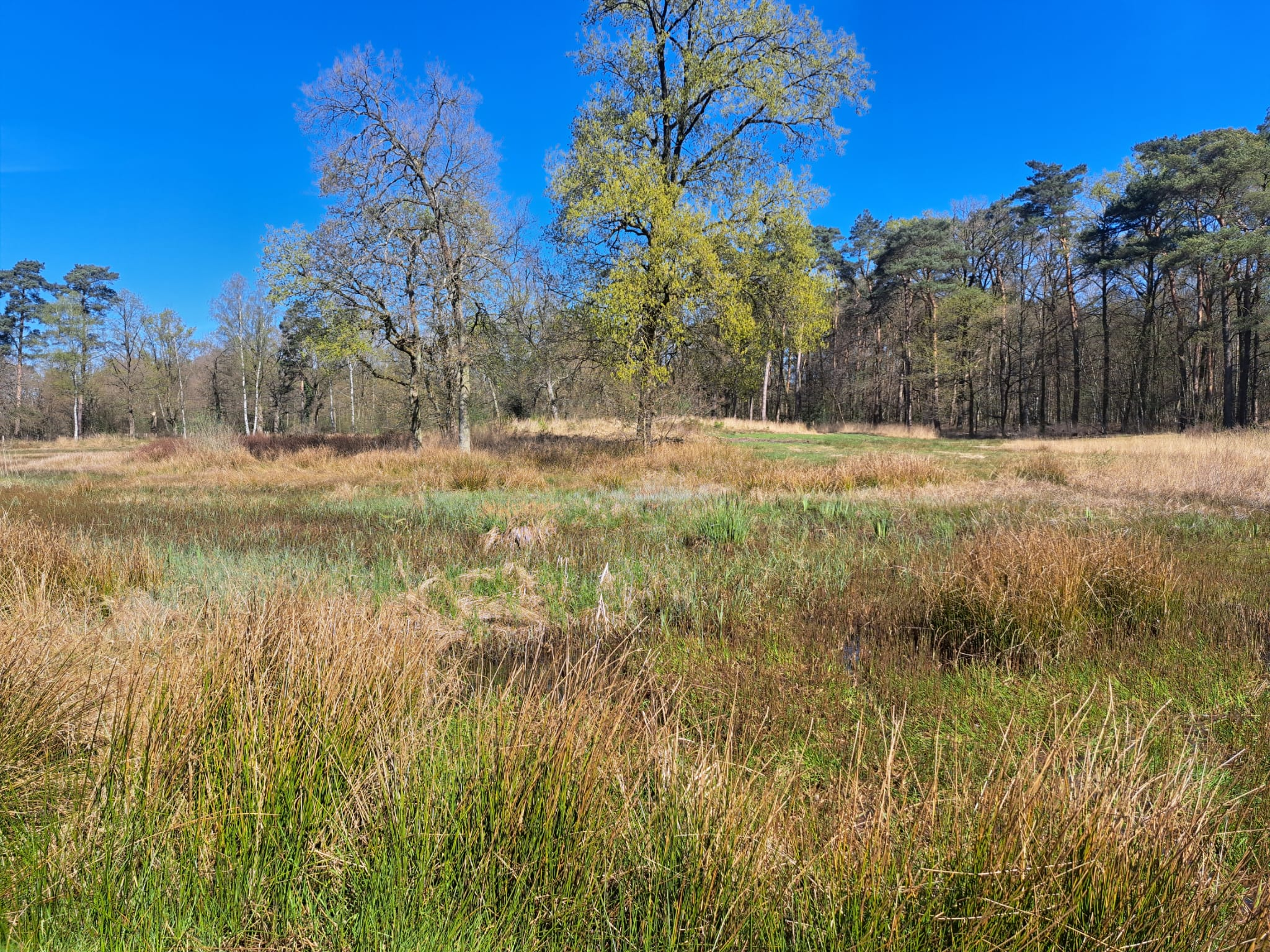
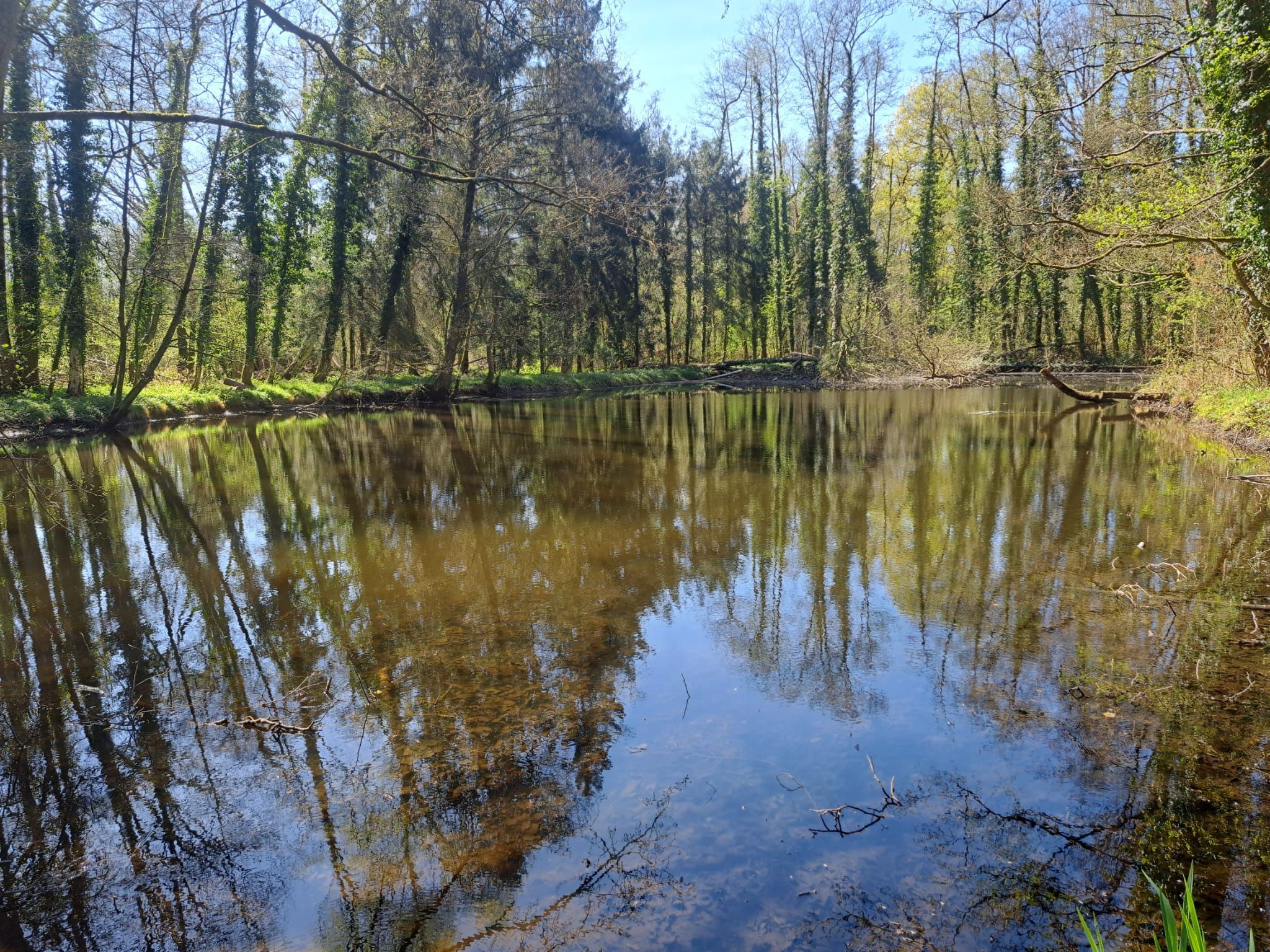
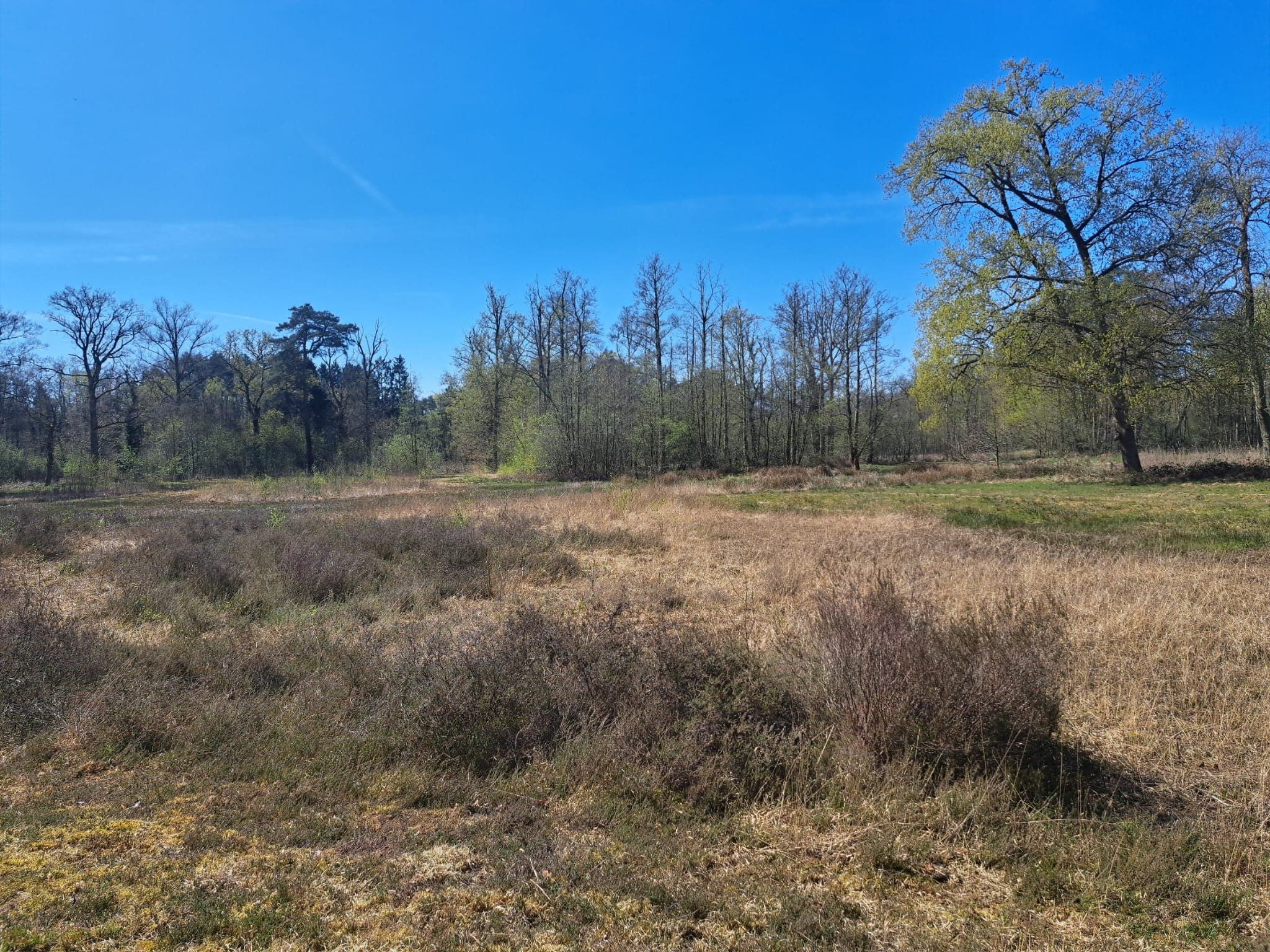